# Souvenir: The Ultimate Collection
Souvenir: The Ultimate Collection è un boxset del cantante statunitense Billy Joel, pubblicato nel 1990 solo in Australia.

## Tracce

### Disco 1:Live at Yankee Stadium
1. Shout (live) - 2:59
2. Storm Front (live) - 5:28
3. New York State of Mind (live) - 6:16
4. I Go to Extremes (live) - 4:46
5. Piano Man (live) - 6:14

### Disco 2:Greatest Hits, Volume I
1. Piano Man - 5:36
2. Captain Jack - 7:15
3. The Entertainer - 3:38
4. Say Goodbye to Hollywood (Live) - 3:54
5. New York State of Mind - 6:02
6. The Stranger - 5:07
7. Scenes from an Italian Restaurant - 7:33
8. Just the Way You Are - 3:36
9. Movin' Out (Anthony's Song) - 3:28
10. Only the Good Die Young - 3:53
11. She's Always a Woman - 3:17

### Disco 3:Greatest Hits, Volume II
1. My Life - 3:51
2. Big Shot - 3:45
3. Honesty - 3:51
4. You May Be Right - 4:13
5. It's Still Rock & Roll to Me - 2:55
6. She's Got a Way (Live) - 3:00
7. Pressure - 3:15
8. Allentown - 3:48
9. Goodnight Saigon - 7:00
10. Tell Her About It - 3:35
11. Uptown Girl - 3:15
12. The Longest Time - 3:36
13. You're Only Human (Second Wind) - 4:48
14. The Night Is Still Young - 5:29

### Disco 4:Storm Front
1. That's Not Her Style - 5:10
2. We Didn't Start the Fire - 4:50
3. The Downeaster 'Alexa' - 3:44
4. I Go to Extremes - 4:23
5. Shameless - 4:26
6. Storm Front - 5:17
7. Leningrad - 4:06
8. State of Grace - 4:30
9. When in Rome - 4:50
10. And So It Goes - 3:38

### Disco 5:Interview with Billy Joel
1. Introduction - 1:15
2. Billy Joel Interview 1 - 19:23
3. Billy Joel Interview 2 - 18:40
4. Billy Joel Interview 3 - 9:07
5. Souvenir - 2:00